# Heinkel He 70
El Heinkel He 70 Blitz (‘rayo’ en alemán) fue un aeroplano diseñado para cubrir una especificación que Deutsche Luft Hansa AG emitió en febrero de 1932, en la que se buscaba un avión capaz de competir con los Lockheed Model 9 Orion de Swissair. El Heinkel He 70 fue desarrollado como un avión correo rápido, con cabina para cuatro pasajeros. El He 70 fue un diseño líder en su día, estableciendo ocho récords mundiales de velocidad a principios de 1933.

## Diseño y desarrollo
Los 285 km/h exigidos en el requerimiento original se convirtieron en 300 km/h, gracias en parte a que el avión diseñado por los hermanos Siegfried y Walter Günter contaba con una célula muy eficiente desde el punto de vista aerodinámico, con una cabina sobreelevada y desplazada a babor para el piloto, otra para el navegante/operador de radio emplazada detrás y por debajo de la primera, y una tercera cabina en el interior el fuselaje para cuatro pasajeros.
El prototipo, con tren de aterrizaje fijo y los alojamientos de las ruedas clausurados, fue puesto en vuelo desde Warnemünde por el piloto jefe de pruebas de la fábrica, Hauptmann Werner Junck, el 1 de diciembre de 1932. A principios de 1933, este aparato alcanzó una velocidad de 375 km/h en vuelo horizontal, y en marzo y abril, el segundo prototipo fue utilizado por el Flugkapitan R. Untucht de Luft Hansa para establecer ocho récords mundiales de velocidad.
Los He 70A de serie entraron en servicio con Deutsche Luft Hansa en junio de 1934; la introducción del motor BMW VI 7.3 de 671–740 hp propició la aparición del avión militar de comunicaciones He 70D y de su contrapartida civil, el He 70G, que presentaba el fuselaje alargado y estaba tripulado solo por un piloto, instalado ahora en una nueva cabina emplazada en el plano diametral del aparato.
Además del avión de comunicaciones He 70D, otras versiones militares aparecidas por entonces incluyeron al He 70E, con dos tripulantes, una ametralladora MG 17 de 7,92 mm en la cabina trasera y capaz de operar con una carga máxima de 300 kg de bombas, y el He 70F. Este último fue producido en dos variantes, la He 70F-1 de reconocimiento de largo alcance, y la muy similar He 70F-2. 
Para su previsible exportación a Hungría, Heinkel desarrolló en 1937 la versión He 170, que diferiría principalmente por montar un motor radial Manfred Weiss WM K.14 de 910 hp. Se suministraron 18 ejemplares, que hasta julio de 1941 permanecieron en las filas del 1.er Grupo Independiente de Reconocimiento Lejano. Estos aparatos se destacaron durante la Operación Barbarroja contra la Unión Soviética en 1941, lanzando incursiones sobre el Ejército Rojo en Ucrania, la Península de Crimea, el río Don y los Donets hasta 1942, aunque también participaron en la defensa de Budapest y del lago Balatón en fechas tan tardías como 1944 y 1945.
El último modelo de la familia fue el He 270, construido sólo como prototipo y puesto en vuelo en 1938. Su planta motriz, un Daimler-Benz DB Aa de 1158,9 hp, le confería una velocidad máxima de 460 km/h. Armado con una ametralladora MG 17 de tiro frontal, dos MG 15 móviles para la defensa trasera y capaz de transportar los mismos 300 kg del He 70E, el He 270 había sido concebido para combinar los papeles de bombardero ligero y avión de reconocimiento, pero finalmente no fue aceptado por la Luftwaffe.
El Servicio Aéreo de la Armada Imperial Japonesa se interesó por las prestaciones del He 70, adquiriendo un aparato al que se sometió a todo tipo de pruebas; designado Avión Experimental de Transporte de la Marina Tipo He, Heinkel LXHe 1-E, inspiró el diseño y desarrollo del bombardero en picado embarcado Aichi D3A; ya que este avión compartió la distintiva ala baja elíptica del He 70 y fue una de varias colaboraciones entre Heinkel y la industria de aviación japonesa.

## Historia operacional
Deutsche Luft Hansa operó los He 70 entre 1934 y 1937 en un servicio de vuelo rápido que conectaba Berlín con Frankfurt, Hamburgo y Colonia, así como en la ruta Colonia-Hamburgo y el servicio de enlace Stuttgart-Sevilla entre 1934 y 1936; esta ruta era parte del servicio de correos hacia Sudamérica provisto por Luft Hansa, que continuaba a través de Bathurst, Gambia a Natal, Brasil, utilizando Junkers Ju 52/3m y Dornier Wal.

### Uso militar
La Luftwaffe operó el He 70 desde 1935, inicialmente como bombardero ligero y avión de reconocimiento. Tan pronto como los diseños hechos a medida estuvieron disponibles, fue relegado como avión de enlace y mensajería.
Se suministraron 28 ejemplares en el otoño de 1936 a la Legión Cóndor, que los encuadró en el Aufklärungsgruppe A/88 (Escuadrilla de Reconocimiento). Posteriormente algunos fueron transferidos al Grupo 7-G-14 de la Aviación Nacional, en cuyo seno operaron durante la guerra civil española, si bien, a partir de 1938, en frentes secundarios.
La principal debilidad del He 70 en uso militar fue que las tripulaciones lo consideraban con un gran riesgo de incendio; algunos elementos del fuselaje eran de una aleación de magnesio extremadamente inflamable llamada "Elektron", aunque la mayoría del fuselaje monocasco era de duraluminio. El Elektron es muy ligero pero muy resistente, sin embargo, muy inflamable cuando se enciende y difícil de extinguir; además, cada ala contenía un depósito de combustible de 177,91 l que no era autosellante, lo que podría haber aumentado aún más la reputación de la aeronave de incendiarse. Un solo disparo de una ametralladora ligera tiene la reputación de haber incendiado a menudo todo el avión. La flota húngara de He 170A fue retirada por esta y otras razones, como el deficiente armamento defensivo, el corto alcance y la visión deficiente desde la cabina, y se reemplazó con Heinkel He 46 hasta la llegada de los modernos Me 109 de reconocimiento y el más especializado avión de reconocimiento táctico Focke-Wulf Fw 189.

## Variantes
He 70a
Primer prototipo.
He 70b
Segundo prototipo con 2 tripulantes y 4 plazas.
He 70c
Tercer prototipo armado con ametralladora para pruebas de versiones para bombardero ligero, reconocimiento y tareas de mensajería.
He 70d
Cuarto prototipo construido en 1934 para Luft Hansa, impulsado por el motor BMW VI 7.3.
He 70e
Quinto prototipo construido en 1934 para la Luftwaffe como bombardero ligero; impulsado por el motor BMW VI 7.3.
He 70A
Versión comercial para Luft Hansa.
He 70D
Versión de pasajeros para Luft Hansa; 12 ejemplares construidos.
He 70E
Versión de bombardeo ligero para la Luftwaffe, más tarde convertido a la versión F.
He 70F
Reconocimiento/versión de enlace para la Luftwaffe.
He 70F-1
Versión de reconocimiento de largo alcance.
He 70F-2
Similar al He 70F-1.
He 70G
Versión de pasaje construida para Luft Hansa, después de 1937 se convirtió a la versión F.
He 70G-1
Un ejemplar equipado con un motor Rolls-Royce Kestrel de 604 kW (810 hp).
He 70K (He 170A)
Versión húngara de reconocimiento rápido construida con licencia, propulsada con el motor radial Manfred Weiss WM K.14 de 910 hp. 18 construidos.
He 270 V1 (W.Nr. 1973, D-OEHF)
Prototipo con motor en línea DB-601 Aa.

## Operadores

### Civiles
III Reich
- Deutsche Luft Hansa AG

 Reino Unido
- Rolls Royce: He 70G  matrícula G-ADZF con motor Rolls-Royce Kestrel V.

### Militares
III Reich
- Luftwaffe

 España
- Ejército del Aire

 Hungría
- Real Fuerza Aérea del Ejército Húngaro

 Japón
- Servicio Aéreo de la Armada Imperial Japonesa

## Especificaciones (He 70F-2)
Referencia datos: The Beautiful Blitz

### Características generales
- Tripulación: Tres (piloto, radio operador y artillero dorsal)
- Longitud: 11,7 m (38,4 ft)
- Envergadura: 14,8 m (48,6 ft)
- Altura: 3,1 m (10,2 ft)
- Superficie alar: 36,5 m² (392,9 ft²)
- Peso vacío: 2360 kg (5201,4 lb)
- Peso cargado: 3386 kg (7462,7 lb)
- Peso máximo al despegue: 3500 kg (7714 lb)
- Planta motriz: 1× motor en línea V12 refrigerado por agua BMW VI 7.3 Z.
  - Potencia: 552 kW (761 HP; 751 CV)
- Hélices: Bipala metálica

### Rendimiento
- Velocidad máxima operativa (Vno): 360 km/h (224 MPH; 194 kt) a nivel del mar
- Velocidad crucero (Vc): 295 km/h (183 MPH; 159 kt)
- Alcance: 2100 km (1134 nmi; 1305 mi)
- Techo de vuelo: 5300 m (17 388 ft)
- Ascenso a 1000 m (3300 pies): 2,5 min
- Ascenso a 4000 m (13 125 pies): 15 min

### Armamento
- Ametralladoras: 

  - 1 x MG 15 de 7,92 mm apuntada desde la cabina trasera
- Bombas: 

  - 6 de 50 kg o 24 de 10 kg (en bodega)

## Aeronaves relacionadas

### Desarrollos relacionados
- Heinkel He 111
- Heinkel He 112
- Heinkel He 119
- Aichi D3A

### Aeronaves similares
- Junkers Ju 60
- Lockheed Orion
- Boeing 200/221 Monomail
- Breese-Dallas Model 1
- General Aviation/Clarke GA-43
- Northrop Delta
- Vultee V-1
- Mitsubishi Ki-15
- Manshū Hayabusa
- Airspeed Envoy
- Járkov KhAI-1
- Polikarpov/Rafaelyants PR-12
- Tairov OKO-1

### Secuencias de designación
- Secuencia He _ (designaciones del RLM para Heinkel): ← He 64 - He 65 - He 66 - He 70 - He 71 - He 72 - He 74 -- He 119 - He 120 - He 162 - He 170 - He 172 - He 176 - He 177 -- He 179 - He 219 - He 220 - He 270 - He 274 - He 275 - He 277 →
- Secuencia Numérica (designaciones del RLM 1933-1945): ← Ar 67 - Ar 68 - Ar 69 - He 70 - 8-71/He 71 - He 72 - He 74 -- Fi 166/FK 166 - Fi 167 - Fi 168 - He 170 - He 172 - 8-175 - He 176 -- Ho 267 - Ju 268 - Fa 269 - He 270 - We 271 - He 274 - He 275 →
- Secuencia L_ (Aviones de Transporte de la Armada Imperial Japonesa): ← LXD - LXF - LXG/LXG - LXHe - LXJ/LXJ - LXK - LXM
- Secuencia Numérica (Aeronaves del Ejército del Aire español, 1939-1945): ← 9 - 11 - 12 - 14 - 15 - 16 - 16W →
- Secuencia R._ (Aeronaves de Reconocimiento del Ejército del Aire español, 1945-1954): R.1 - R.2 - R.3 - R.4 - R.5
- Secuencia R._ (Aeronaves de Reconocimiento del Ejército del Aire español, 1954-1978): R.2